# Belorecki járás
A Belorecki járás (oroszul Белорецкий район, baskír nyelven Белорет районы) Oroszország egyik járása a Baskír Köztársaságban, székhelye Beloreck.

## Népesség
- 1970-ben 42 923 lakosa volt, melyből 20 558 baskír (47,9%), 1 812 tatár (4,2%).
- 1989-ben 32 968 lakosa volt, melyből 18 941 baskír (57,5%), 1 400 tatár (4,2%).
- 2002-ben 29 087 lakosa volt, melyből 18 292 baskír (62,89%), 9 344 orosz (32,12%), 1 042 tatár. (3,58%).
- 2010-ben 38 442 lakosa volt, melyből 19 854 baskír (51,8%), 16 284 orosz (42,5%), 1 422 tatár (3,7%), 150 ukrán, 85 csuvas, 58 mari, 42 mordvin, 35 fehérorosz, 19 udmurt.

| Lakosok száma | 124 798 | 34 818 | 110 874 | 110 080 | 107 110 | 106 408 | 104 401 | 103 708 | 102 143 | 99 074 |
|               | 1979    | 1989   | 2008    | 2009    | 2011    | 2012    | 2014    | 2015    | 2017    | 2021   |